# Csömör
Csömör je vas na Madžarskem, ki upravno spada v podregijo Gödöllői Županije Pešta.